# هومبابا

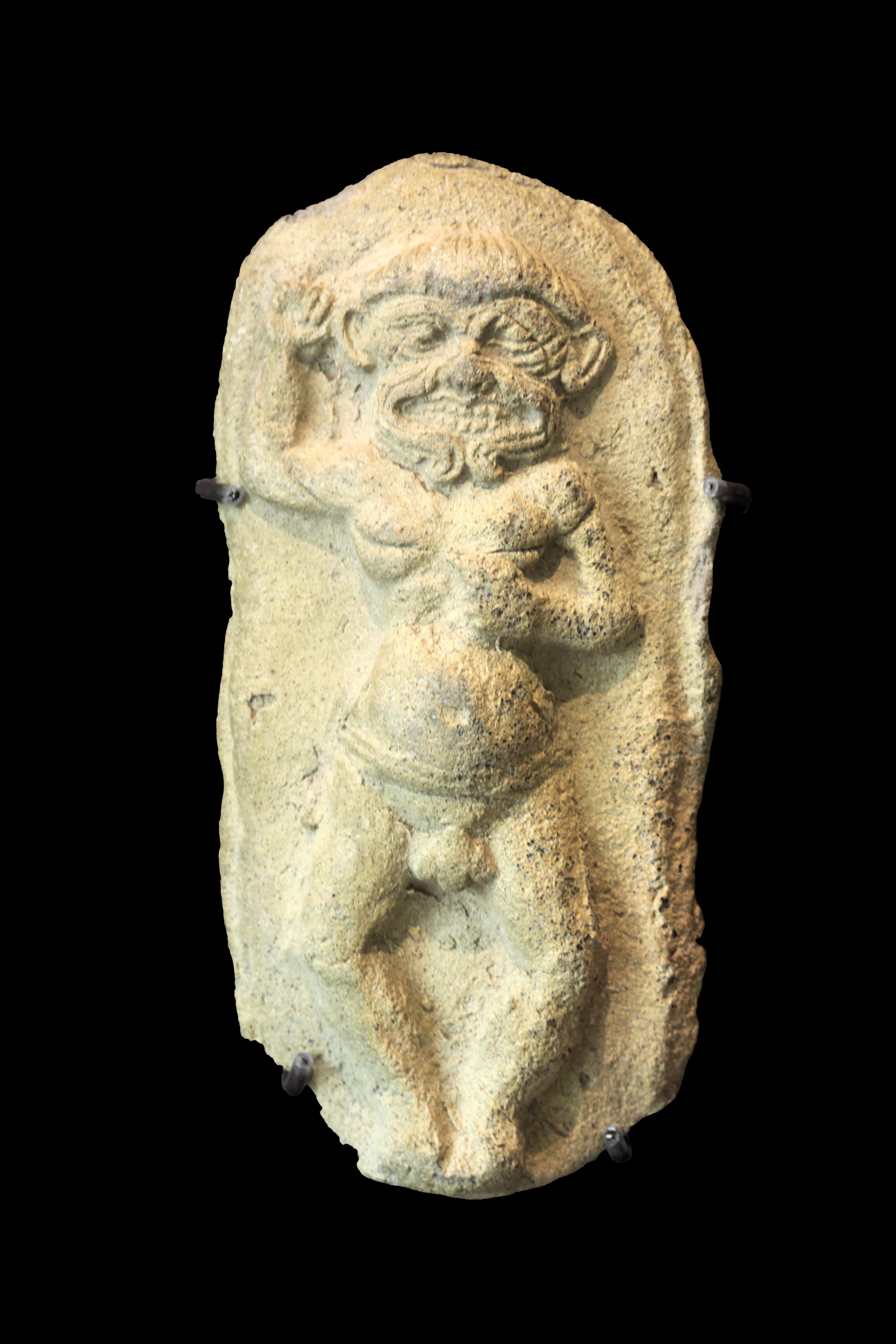
گچ بابلی کهن که هومبابا را نشان می‌دهد؛ لوور

هومبابا (Ḫumbaba؛ 𒄷𒌝𒁀𒁀، Ḫum-ba-ba همراه با دترمیناتیو اختیاری 𒀭)، در اصل شناخته‌شده به Ḫuwawa (𒄷𒉿𒉿، Ḫu-wa-wa)) شخصیتی در اسطوره‌های بین‌النهرین بود. ریشه و معنای نام او مشخص نیست. او به عنوان یک شخصیت انسان‌نما به تصویر کشیده می‌شد که با یک غول، دیو یا دمون قابل مقایسه است. او بیشتر از طریق اسطوره‌های متمرکز بر قهرمان گیلگمش، از جمله تصنیف‌های کوتاه متعلق به برنامه درسی مدارس کاتبان، نسخه‌های مختلف حماسه گیلگمش و همچنین اقتباس‌های هوری و هیتی شناخته شده‌است. او همواره به عنوان ساکن یا نگهبان جنگل سرو که گیلگمش با همراهش انکیدو به آن سفر می‌کند، به تصویر کشیده می‌شود. آنها درگیر می‌شوند که منجر به مرگ هومبابا می‌شود. این رویداد معمولاً باعث خشم خدایان می‌شود. او در آثار دیگر ادبیات بین‌النهرین نیز گواهی شده‌است. تصاویر متعددی از او نیز شناسایی شده‌است، از جمله صحنه‌های نبرد و سرهای گِلی بلاگردان.
گمان می‌رود در یونان شمایل‌نگاری هومبابا بر تصاویر گورگون‌ها تأثیر گذاشته‌است، به ویژه صحنه‌هایی از کشتن مدوسا توسط پرسئوس به کمک آتنا. مشتق متأخر هومبابا را می‌توان در نسخه‌های یهودی و مانوی کتاب غول‌ها نیز یافت، جایی که به یکی از موجودات نام‌بخش با Ḥôbabiš، Ḥôbabis یا Ḥōbāīš اشاره می‌شود. در حالی که توافق بر این است که این نام از نام او گرفته شده‌است، زمینه‌ای که در آن ظاهر می‌شود، هیچ شباهتی به اسطوره‌های شناخته‌شدهٔ مربوط به او را نشان نمی‌دهد. ردپای Ḥôbabiš نیز در تعدادی از آثار متأخر متعلق به سنت اسلامی، مانند جدل‌های مذهبی، شناسایی شده‌است. بعضی از ارتباط‌ها نیز بین هومبابا و چهره‌هایی مانند کومبابو در آثار لوسیان یا هوباب کتاب مقدس پیشنهاد شده‌است، اما آنها قابل قبول نیستند.

## نام
نام هومبابا (Ḫumbaba) ابتدا به عنوان یک نام شخصی معمولی در اسناد مربوط به دوره اور سوم آمده‌است. املای امروزی، نسخه‌های نوآشوری و نو بابلی حماسه گیلگمش را منعکس می‌کند که در آنجا به خط میخی به‌طور پیوسته به‌ صورت Ḫum-ba-ba نوشته می‌شود، اما این گونه، قبل از هزاره اول پیش از دوران مشترک گواهی نشده‌است. قدیمی‌ترین شکل تصدیق‌شده معمولاً به‌ صورت Ḫuwawa ارائه می‌شود، اگرچه املاهای میخی متعددی گواهی شده‌است: Ḫu-wa-wa، Ḫu-ba-ba و Ḫu-Ú-Ú که آخرین آنها به دلیل علامت Ú دو قرائت احتمالی دارد؛ هم ba6 و هم wax می‌تواند خوانده شود. در متن‌هایی از ماری و تل حرمال، که در آن قراردادهای کاتبان سنت‌های نزدیک فرات میانه و ناحیه تحت تأثیر اشنونا (رود دیاله) را منعکس می‌کنند، این نام به‌ صورت Ḫu-bi-bi نوشته شده‌است که ظاهراً بیانگر تلفظ /Ḫuppipi/ است. از نظر واژگانی، گمان می‌رود که این نام، حتی زمانی که به صورت Ḫu-wa-wa نوشته شده‌است، قرائت مشابهی می‌شده است و ممکن است در جاهای دیگر سوریه، به عنوان مثال در آلالاخ و همچنین در منابع هیتی و هوری به همین شکل معمول بوده باشد. این مساله ممکن است نشانگر آن باشد که Ḫuppipi شکل پیش فرض در شمال و غرب حوزه نفوذ فرهنگی بین‌النهرین بوده است. اشکال منحصربه‌فردی که صرف را نشان می‌دهند در نسخه‌هایی از اوگاریت (حالت فاعلی Ḫu-ba-bu، اضافه Ḫu-ba-bi) و از آشور در دوره آشوری میانه (حالت مفعولی Ḫu-ba-ba و اضافی Ḫu-be-be) گواهی شده‌است. علاوه بر این، اشکال اختصاری، Ḫuwa و ،Ḫu از نسخه بابلی باستان حماسه گیلگمش شناخته شده‌است.

## هومبابا و گیلگمش

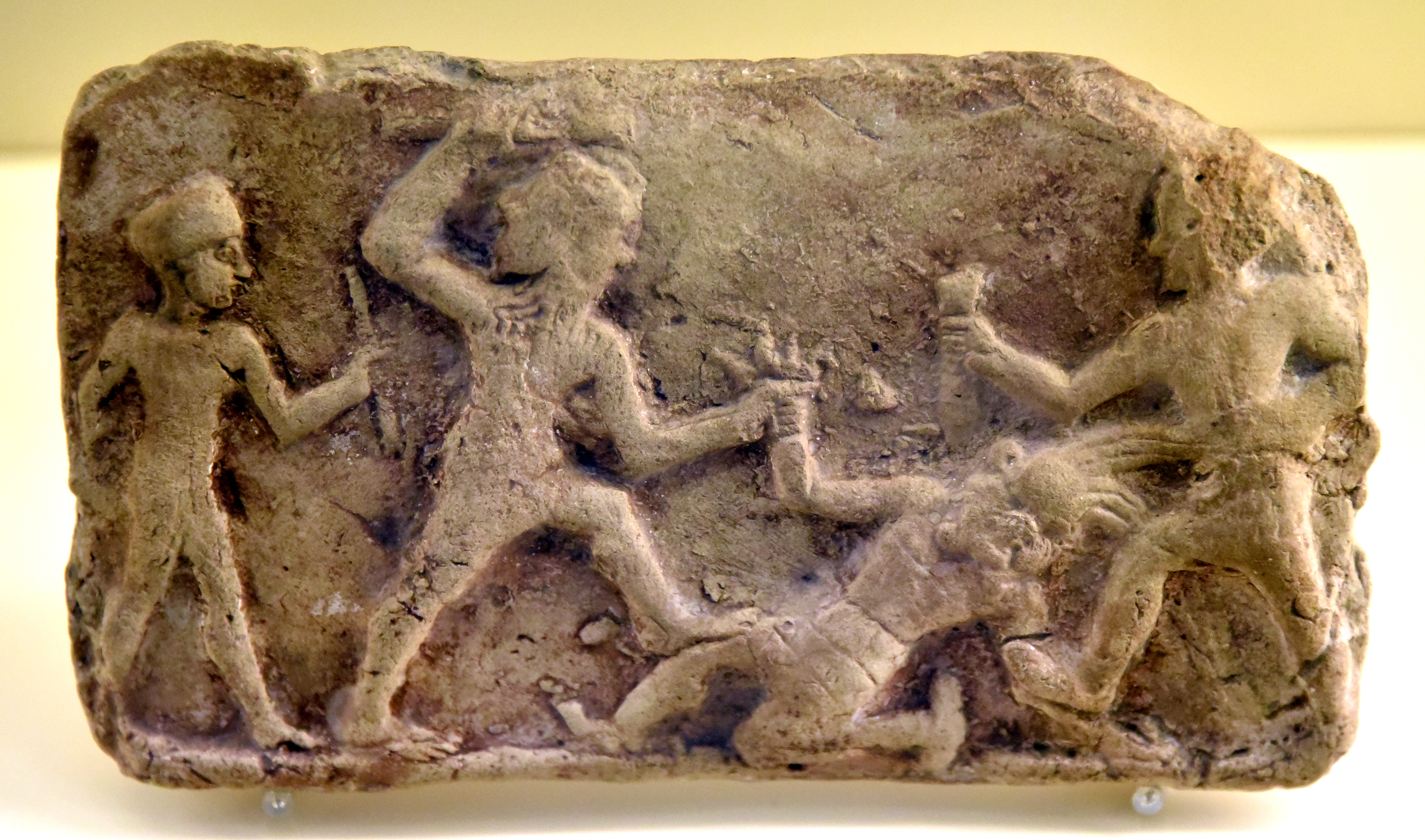
گیلگمش و انکیدو در حال کشتن هومبابا در جنگل سدر(عراق، سده ۱۹ تا ۱۷ پیش از دوران مشترک، موزه خاور نزدیک برلین)

هومبابا در آثار متعددی از ادبیات بین‌النهرین ظاهر می‌شود که بر قهرمان گیلگمش متمرکز است و در آنها او همواره به عنوان دشمن گیلگمش در طی جستجو برای به دست آوردن چوب سرو از یک جنگل دوردست ایفای نقش می‌کند.

### بیلگمس و هوواوا الف و ب
قدیمی‌ترین تصنیفی که تقابل گیلگمش و هومبابا را توصیف می‌کند دارای دو نسخه است که معمولاً با نام‌های بیلگمس و هوواوا الف و بیلگمس و هوواوا ب شناخته می‌شوند. با این حال، از آنجایی که گهگاه این سوال وجود دارد که آیا خواندن نام قهرمان داستان با حرف ب صحیح است یا خیر، استفاده از عنوان گیلگمش و هواوا نیز قابل قبول است. رونوشت‌های نسخه الف رایج‌تر است. در میان تمام متن‌های شناخته‌شده گیلگمش، به نظر می‌رسد که بیشترین رونوشت از روی این متن بوده‌است، که بین ۸۵ تا ۹۲ نمونه تا سال ۲۰۱۰ شناسایی شده‌است توزیع گسترده آنها منعکس کننده استفاده از متن در آموزش کتابت است. این متن به اصطلاحاً «دکاد» تعلق داشت که مجموعه‌ای از متون بودند برای آموزش کتابت در اوایل هزاره دوم پیش از دوران مشترک بودند و اساس آن را تشکیل می‌دادند.
در شعرهای اولیه، هومبابا به عنوان یک «مرد کوهستانی» ترسناک با منشأ ناشناخته توصیف شده‌است، اما هیچ نشانه‌ای از متمایز بودن ظاهر او از یک انسان وجود ندارد و او عمدتاً به خاطر قدرت‌های ماوراء طبیعی خود از انسان‌های فانی متمایز شده‌است. منشأ آسیب‌ناپذیری او هفت «هاله» یا «وحشت» هستند، در زبان سومری ni2 یا me2-lam. در حالی که یک هاله منفرد ویژگی مشترک خدایان بود، هفت هاله در بیشتر موارد منحصراً در ارتباط با هومبابا تأیید شده‌است، اگرچه یک مورد استثناء وجود دارد: لوح CBS 7972 (STVC 40) + N 3718، قطعه‌ای از سرود اختصاص داده شده به نرگال که در سال ۲۰۰۸ شناخته و متعاقبا توسط جرمیا پترسون منتشر شده‌است.
مکان جنگلی که هومبابا در آن زندگی می‌کند به طور دقیق تعریف نشده‌است و با «هفت محدوده» به آن اشاره می‌شود که برای رسیدن به آن باید از آنان عبور کرد، اما معمولاً تصور می‌شود که مقصد قهرمانان ارتفاعات ایران بوده‌است. عبارت‌های وردی مشابهی برای اشاره به این منطقه در اسطوره‌های مربوط به لوگالباندا و انمرکار استفاده می‌شود که تا حدی در این منطقه اتفاق می‌افتد. پیشنهاد شده‌است که قرار دادن یک مکان شرقی به عنوان هدف سفر به معنای انعکاس نمادین ژئوپلیتیک دوره اور سوم  بوده‌است. با این حال، گاهی اوقات یک مکان غربی، به ویژه لبنان، نیز پیشنهاد می‌شود.
در نسخه الف، گیلگمش پس از اینکه متوجه ناپایداری زندگی می‌شود، برای به دست آوردن شهرت ماندگار، جستجویی را برای آوردن چوب سدر به شهر خود آغاز می‌کند. وقتی هومبابا متوجه می‌شود که گیلگمش و همراهش انکیدو یکی از درختان را قطع کردند، از یکی از هاله‌های خود برای بیهوش کردن آنها استفاده می‌کند. گیلگمش پس از بیدار شدن عهد می‌بندد قبل از اینکه بفهمد مهاجم انسان است یا الهی، بازنگردد. انکیدو شک دارد که آیا می‌توانند او را شکست دهند، اما در نهایت با شجاعت گیلگمش قانع می‌شود. با توجه به قدرت‌هایی که هاله‌ها به هومبابا می‌دهند، او را نمی‌توان از طریق روش‌های متعارف شکست داد و انکیدو پیشنهاد می‌کند که او را فریب دهند تا خودش آنها را کنار بگذارد. گیلگمش با وعده رشوه‌های مختلف از جمله کالاهایی که در جنگل‌های دورافتاده موجود نیست مانند آرد مرغوب، آب در ظرف‌های چرمی، صندل‌های کوچک و بزرگ، سنگ‌های قیمتی و سایر هدایای مشابه به او، و همچنین وعدهٔ ازدواج با خواهرانش این کار را انجام می‌دهد:
(قسم می‌خورم) به جان مادرم نینسومونا و پدرم، لوگالباندای مقدس:

از آنرو که هیچکس سکونتگاه تو را در کوه نمی‌شناسد، سکونتگاه تو را در کوه مشهور گردانم،

برایت انمباراگسی را خواهم آورد، او خواهر بزرگم است، تا همسرت باشد.»

بار دیگر (گیلگمش) با او سخن گفت:

(قسم می‌خورم) به جان مادرم نینسومونا و پدرم، لوگالباندای مقدس:

از آنرو که هیچکس سکونتگاه تو را در کوه نمی‌شناسد، سکونتگاه تو را در کوه مشهور گردانم،

برایت پشتور را خواهم آورد، خواهر کوچکم، تا در کوه‌ها هم‌بالینت باشد؛

پس درخشانی‌های نگاهبانت را به من ده؛ می‌خواهم عضو خانواده‌ات شوم!
این صحنه طنزآمیز در نظر گرفته می‌شود و به نظر می‌رسد هومبابا را تنها و سادهلوح به تصویر می‌کشد. پیوتر میکالوفسکی به‌علاوه اشاره می‌کند که قسمت نقل‌شده ممکن است طنزی باشد که رسم به اثبات رسیدهٔ ازدواج دختران از سلسله سلطنتی با حاکمان پادشاهی‌های همسایه در دوره اور سوم را هدف قرار می‌دهد. تفسیر مشابهی نیز توسط اندرو آر. جرج ارائه شده‌است. این قسمت در نسخه‌های بعدی روایت وجود ندارد. هومبابا پیشنهاد گیلگمش را می‌پذیرد و هاله‌های خود را به او می‌دهد که شبیه به سرو توصیف شده‌اند و می‌توان آن‌ها را برای حمل‌ونقل به صورت کنده برش داد. به گفته جرج، شکل آنها ممکن است نشانه‌ای از این باشد که در حالی که هومبابا به ظاهر انسان‌گونه بود، تا حدی شبیه به درخت تصور می‌شد. به محض اینکه هومبابا از آخرین هاله دست می‌کشد و آسیب‌ناپذیری خود را از دست می‌دهد، گیلگمش به او ضربه می‌زند. او پس از مشت به صورتش خواهش می‌کند که او را رها کنند. او ابتدا اوتو را خطاب قرار می‌دهد و اظهار تاسف می‌کند که هرگز پدر و مادرش را نشناخت و در عوض توسط خود خدای خورشید و کوه‌ها بزرگ شد و سپس گیلگمش در ابتدا به او رحم می‌آورد. او از انکیدو می‌پرسد که آیا موافق است که هومبابا را رها کنند، اما او این پیشنهاد را رد می‌کند. هومبابا رو به او و شکایت می‌کند که او جایگاهی برای مشورت در این گونه مسائل ندارد زیرا فقط یک خدمتکار است:
ای انکیدو، سخنانی زشت دبارهٔ من به او گفتی، اجیر را برای جیره‌خواری اجیر می‌کنند، او در پس چنین مردی آمده، چرا سخن زشت به او گویم؟
در پاسخ، انکیدو گلوی او را برید. این یک واژگونی است، زیرا در بخش‌های قبلی داستان قرار بود او به عنوان ندای عقل عمل کند و به گیلگمش توصیه کند که محتاط باشد. سپس سرش را بریده و در انبان چرمی قرار می‌دهد. قهرمانان، غنیمت خود را نزد خدای انلیل می‌برند و سبب خشم او می‌شوند، احتمالاً به این دلیل که سوء استفاده از اعتماد هومبابا را غیرقابل قبول می‌داند. او اظهار می‌دارد که گیلگمش باید با او محترمانه رفتار می‌کرد و هر دو سزاوار این بودند که به طور مشابه مورد تقدیر قرار گیرند. با این حال، نه گیلگمش و نه انکیدو در نهایت به سزای اعمال خود نمی‌رسند. انلیل متعاقباً هاله‌های هومبابا را بازپخش می‌کند:
او اولین هاله هوواوا را به مزارع داد.

او دومین هاله‌اش را به رودخانه‌ها داد. 

او سومین هاله‌اش را به نیزارها داد. 

او چهارمین هاله‌اش را به شیرها داد. 

او پنجمین هاله‌اش را به کاخ داد. 

او ششمین هاله‌اش را به جنگل‌ها داد. 

او هفتمین هاله‌اش را به نونگال داد.
در یکی از رونوشت‌ها ممکن است هومبابا در ورد پایانی در کنار گیلگمش و انکیدو ذکر شده باشد، که نشان‌دهندهٔ درجه‌ای از احترام است، اگرچه بازیابی نام نامشخص است و پیشنهاد شده که به جای آن منظور الهه نیسابا بوده‌است.
پیرنگ نسخه ب تا حد زیادی مشابه است. این متن به طور قابل ملاحظه‌ای کوتاه‌تر از نسخه الف است و اغلب آن را قدیمی‌تر می‌دانند، اگرچه نسخه‌های موجود هر دو با یکدیگر هم‌زمان هستند. تفاوت بین پیرنگهای دو نسخه پس از بیدار شدن قهرمانان بعد از بیهوش شدن توسط هاله هومبابا رخ می‌دهد: در نسخه ب، گیلگمش به توانایی خود شک می‌کند و از خدای انکی درخواست  یاری می‌کند، انکی ظاهراً با ارائه دستورالعمل‌هایی امکان فریب هومبابا از طریق انکیدو را فراهم می‌کند.  بقیه رویدادها به طور مشابه رخ می‌دهند. اما در بین هدایای ارائه شده فقط پاپوش ذکر شده‌است. پایان نسخه ب حفظ نشده‌است، اما گاهی استدلال شده که هومبابا در آن در امان مانده‌است.
شکست هومبابا نیز به عنوان یکی از کارهای بزرگ گیلگمش در مرگ بیلگمس، (یکی دیگر از روایت های مستقل اولیه گیلگمش) ذکر شده‌است.

### حماسه گیلگمش
تعدادی از تصنیف‌های اولیه درباره گیلگمش در نهایت به شکل حماسه‌ای منفرد اقتباس شدند، احتمالاً در زمان سلطنت ریم سین اول لارسا یا حمورابی و سامسو-ایلونای بابلی. روایت هومبابا در میان آنها بود، اگرچه نسخه شناخته‌شده از حماسه گیلگمش ترجمه مستقیم متن‌های سومری نیست، بلکه یک تصنیف اصلیِ متاثر از آنها است. برای توضیح این مساله، وجود یک روایت مستقل اکدی از نبرد بین هومبابا و قهرمانان که بعداً در حماسه گنجانده شد، توسط دانیل ای. فلمینگ و سارا جی میلشتاین پیشنهاد شده‌است.

#### نسخه بابلی باستان
ادغام هومبابا در حماسه گیلگمش از دوره بابلی باستان گواهی شده‌است. چندین رونوشت شناخته‌شده، بخش مربوط به سفر گیلگمش به جنگل سدر و رویارویی با ساکن آن را حفظ کرده‌است. برخلاف روایت‌های قدیمی‌تر هومبابا، که او در شرق زندگی می‌کند، در نسخه بابلی باستان حماسه، او ساکن غرب می‌شود. نسخه‌های جداگانه به جنگل سدر در شمال سوریه یا در مجاورت آن اشاره می‌کنند، با اشاره مستقیم به سیریون و لبنان ، یا در عوض ابلا و سرزمین‌های محل سکونت آموری‌ها. احتمالاً این تغییر وضعیت ژئوپلیتیک متفاوتی را منعکس می‌کند و نشان از پیوندهای نزدیک‌تر بین بین النهرین و مردم و دولت‌های غربی در نواحی فرات میانه و خابور با خود دارد. احتمال دیگر این است که این تغییر تحت تأثیر سنتهای متمرکز بر اعمال افسانه‌ای پادشاهان امپراتوری اکد بوده‌است، زیرا نارام سین به دلیل جستجوی سدر در کوههای آمانوس در غرب مشهور بود. به گفته اندرو آر. جورج، ذکر ابلا به ویژه از فرض اخیر پشتیبانی میک‌ند، زیرا این توپونیم در متن‌های ادبی درباره نارام سین و سلفش سارگون نیز دیده می‌شود.
نام هومبابا برای اولین بار زمانی ذکر می‌شود که گیلگمش پیشنهاد سفر به جنگل او را برای بهتر کردن حال‌وهوای انکیدو می‌کند. برخلاف روایت‌های قدیمی‌تر، او ظاهراً برای ساکنان اوروک به خوبی شناخته شده‌است، نه اینکه یک برخورد غیرمنتظره در جنگل بدون اطلاع قبلی باشد. بزرگان اوروک او را شخصیتی ترسناک با چهرها‌ی غریب توصیف می‌کنند، در حالی که انکیدو می‌گوید که در ظاهرِ او «همه چیز تغییر کرده‌است». با این حال، هیچ نشانه‌ای وجود ندارد که او لزوماً بزرگتر از یک انسان بوده باشد، و قدرت او مانند متن‌های پیشین از هاله‌های او ناشی می‌شود که در اینجا با واژگان اکدی melammū مشخص شده‌است. برخلاف روایت‌های سومری، آن‌ها او را آسیب‌ناپذیر نمی‌کنند، اما نسخه اکدی در عوض قدرت جدیدی به او می‌دهد: صدای او دارای ویژگی‌های ماوراء طبیعی است، در رونوشتی از حماسه که در حال حاضر در مجموعه بابلی ییل وجود دارد، چنین توصیف می‌شود: «صدای او طوفان است، دهانش آتش است، نفسش مرگ است» و قطعه‌ای از تل ایشچالی تشکیل سیریون و لبنان را به غرش او نسبت می‌دهد. یکی دیگر از موردهای افزودهشده اشاره به احتمال شکست او با کمک نیروهای الهی شمش و لوگالباندا است. وی همچنین به صراحت به عنوان نگهبان جنگل معرفی شده‌است و حضور در نزد وی مستلزم اقدامات احتیاطی خاصی است. انکیدو نیز قبلاً با او روبرو شده‌است و به گیلگمش می‌گوید زمانی که هنوز در حیات وحش پرسه می‌زد با او آشنا شده بود. انکیدو تاکید می‌کند که او یک دشمن خطرناک است، و همچنین بیان می‌کند که جنگل سدر که در آن زندگی می‌کند توسط خدای وِر نیز محافظت می‌شود: 
چگونه توانیم، دوست من، به جنگل سدر رویم؟

آن که نگاهبانش، وِر است، زورمند است، هرگز نمی‌خوابد.

هوواوا را وِر گاشته است،

ادد نخست است، او دوم!

برای نگاهبانی سدر،

انلیل «هفت وحشت» به او واگذار کرد.
اندرو آر. جرج می‌گوید که وِر اسماً فرمانروای جنگل بوده‌است و هومبابا را به عنوان دومین فرمانده خود منصوب کرده است و انلیل تنها مسئول تأیید این تصمیم است. دنیل فلمینگ و سارا جی میلشتاین در عوض استدلال می‌کنند که ور باید به‌عنوان شخصیتی که مستقیماً با هومبابا در این زمینه شناسایی می‌شود، تفسیر شود.
بزرگان اوروک نیز به گیلگمش در مورد هومبابا هشدار می‌دهند، اما او این درخواست‌ها را رد می‌کند و همراه با انکیدو سفر به جنگل سدر را آغاز می‌کند. رونوشت باقیمانده از این بخش در لوح ییل قبل از رویارویی با هومبابا از بین رفته‌است. با این حال، جزئیات بیشتر توسط قطعه‌های کوتاه‌تر دیگری ارائه شده‌است، که نشان می‌دهد در طول سفر، گیلگمش خواب‌هایی دیده‌است که رویارویی خود با هومبابا را پیش‌بینی می‌کند. در این رویارویی نگهبان جنگل سدر به چهره‌های مختلف نمادینِ غیر انسان‌نما ظاهر می‌شود که نشان از قدرت او دارد: مانند بهمن، رعد و برق، پرنده آنزو و گاو وحشی. رویاها بین رونوشت‌های شناخته‌شده کمی متفاوت است. آنها ممکن است از یک منبع متنی پیشین که هنوز کشف نشده‌است یا سنت شفاهی سرچشمه بگیرند، یا اختراعی از گردآورندگان حماسه باشند. در حالی که هیچ منبع شناخته‌شده‌ای نبرد بین هومبابا و گیلگمش را توصیف نمی‌کند، قطعه‌ای از تپه حرمل ظاهراً جزئیات تسلیم او را نشان می‌دهد و ممکن است نشان دهد که در این نسخه او از شکست آینده‌اش خبر دارد، این شکست به دلیل رؤیایی است که توسط شمش ارسال شده بود. اشاره‌ای به مرگ او در لوحی از تل ایشچالی، و احتمالاً در لوح اثبات‌نشده‌ای که در حال حاضر در بغداد نگهداری می‌شود، رخ می‌دهد، اگرچه روایت‌ها متفاوت است و آخری ممکن است در عوض، سرنوشت یک شخصیت ناشناسِ متعلق به خانمان او را توصیف کند. اولی نشان می‌دهد که مرگ او با زلزله همراه بوده است.

#### نسخه بابلی معیار

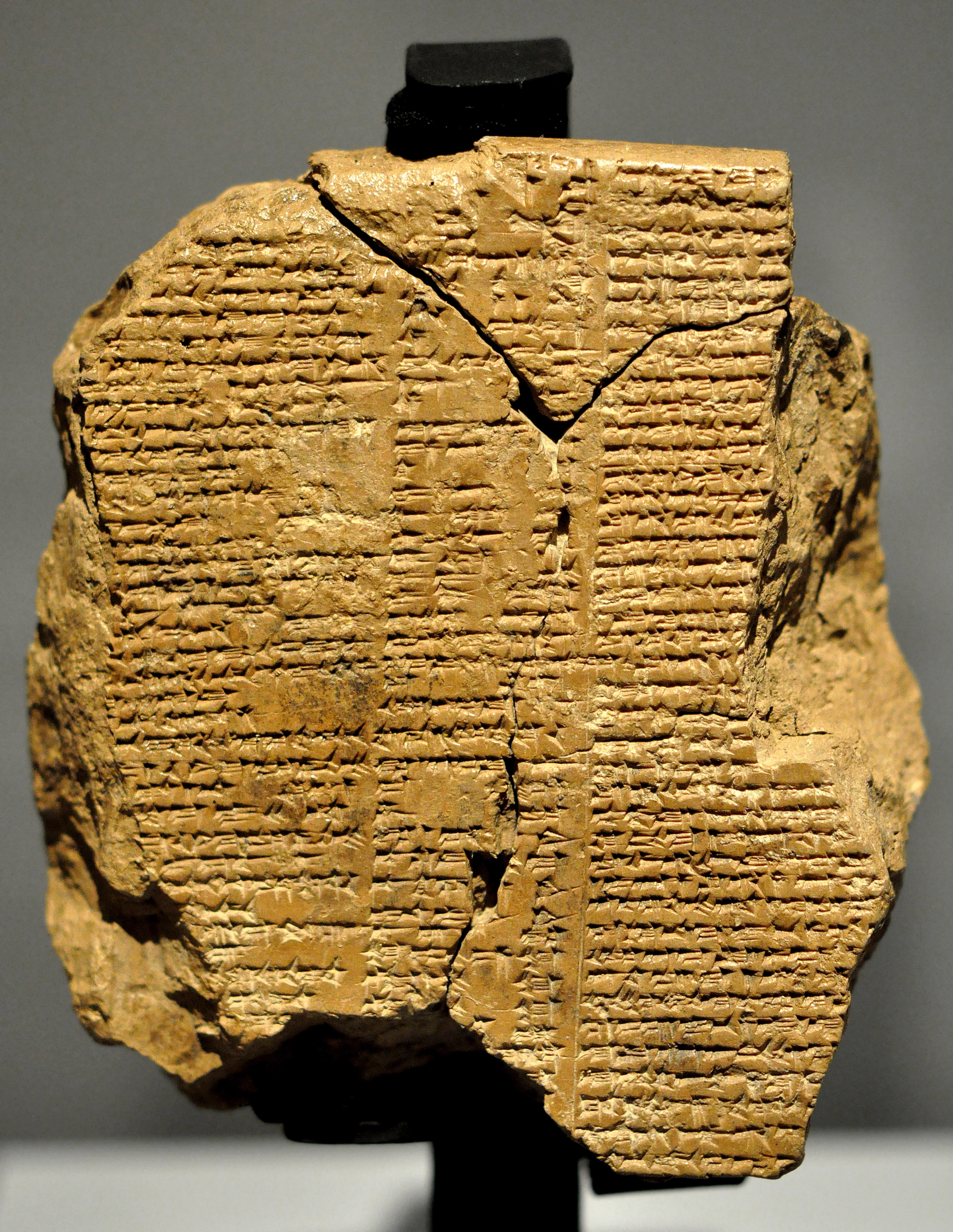
رونوشت لوح V از حماسه گیلگمش در موزه سلیمانیه که شرح برخورد با هومبابا است.

پس از دوره بابلی باستان، نسخه جدیدی از حماسه به نام «بابلی معیار» یا «نسخه دوازده لوحی» پدیدار شد. منابع نئوآشوری این نسخه از حماسه را به کاتبی به نام سین لقا-اونینی نسبت می‌دهند که احتمالاً در دوره کاسی می‌زیسته است. تاریخ‌گذاری دقیق‌تر به دلیل تعداد کمی از قطعه‌های شناخته‌شده مربوط به زمان بین حماسه بابلی باستان و نسخه استاندارد جدید دشوار است، اگرچه می‌توان در نظر گرفت که به دلیل عدم ارجاع به مردوک یا آشور (خدایان اصلی بین‌النهرین در هزاره اول) نمی‌تواند از ۱۱۵۰ پیش از دوران مشترک جدیدتر باشد.
روایت هومبابا لوح پنجم را دربرمی‌گیرد و این وضعیت در رونوشت‌هایی که از نینوا (نئوآشوری) و اوروک (بابلی متاخر) به دست آمده، برقرار است. علاوه بر این، در سال  ۲۰۱۱ موزه سلیمانیه نمونه دیگری را به دست آورد که مربوط به دوره نئوبابلی است و توسط فاروق الراوی به عنوان قطعه‌ای از حماسه گیلگمش  شناسایی شد، که متعاقباً ترجمه‌ای را با همکاری اندرو آر. جورج و با کمک کمال رشید رحیم (مدیر آثار باستانی سلیمانیه)، هاشم حما عبدالله، مدیر موزه سلیمانیه و دیگر کارکنان مؤسسه اخیر تهیه کرد.
در نسخه معیار بابلی، نام هومبابا برای اولین بار زمانی ذکر می‌شود که گیلگمش پیشنهاد سفر به جنگل سدر را به انکیدو می‌دهد (مشابه روایت‌های قدیمی‌تر). انکیدو در ابتدا تمایلی ندارد و هومبابا را فردی ترسناک توصیف می‌کند که توسط انلیل به سمت خود گماشته شده‌است:
برای ایمن نگه داشتن سدرها، 

انلیل سرنوشت او را وحشت مردمان قرار داد.

سفری برای انجام نیست،

انسانی برای دیدن نیست.

او که نگاهبان جنگل سدر است، (...) ش وسیع است،

هومبابا، صدای او طوفان است، 

گفتارش آتش، و نفسش مرگ است.

نجوای جنگل را شصت فرسخ می‌شنود؛

چه کسی را یارای مخاطرهٔ جنگل اوست؟
با این حال، در نهایت این دو قهرمان تصمیم می‌گیرند که به این سفر اقدام کنند. گیلگمش هنگام خروج، زمانی که برنامه‌های خود را به ساکنان اوروک اعلام می‌کند، از هومبابا یاد می‌کند:
در روزهایی که به آنجا رویم و برگردیم،

تا رسیدن به جنگل سدر،

تا کشتن هومبابای ژیان،

و نابود کردن

سرزمین آن شریر که شمش از آن بیزار است
گیلگمش و انکیدو پس از یک سفر طولانی به جنگل سدر می‌رسند. پس از ورود به آن، صدای غرش هومبابا را می‌شنوند که با صدای ادد، خدای آب‌وهوای بین‌النهرین مقایسه می‌شود.
شرح مفصلی از محل سکونت او در نسخه سلیمانیه حفظ شده‌است و یکی از تنها قطعه‌های شناخته‌شده در ادبیات بین‌النهرین است که بر منظره متمرکز شده‌است. این توصیف، زیبایی درختان درهم‌تنیده را برجسته و بیان می‌کند که کل منطقه با صمغ سدر معطر شده‌است. الراوی و جرج خاطرنشان می‌کنند که با توجه به متن زیر، خود هومبابا نه به عنوان یک «غول بربر»، بلکه به عنوان یک فرمانروای خارجی که از موسیقی در دربار خود لذت می‌برد، تصویر شده‌است. این صحنه، بسیار شبیه آنچه که یک پادشاه بابلی از آن لذت می‌برد، به تصویر کشیده شده‌است، هرچند نوازندگانی که او را سرگرم می‌کنند، حیوانات هستند و نه انسان، و منعکس‌کننده بن‌مایه‌ای است که در هنر بین‌النهرین به خوبی گواهی شده‌است:
در سراسر جنگل پرنده‌ای آغاز به آواز خواندن کرد:

[...] به یکدیگر پاسخ می‌دادند، غوغای دائم سروصدا بود،

یک جیرجیرک درختی تنها(؟) یک گروه کُر پر سروصدا راه انداخت،

[...] آهنگی می‌خواندند، برمی‌آوردند [...] صدای نای را.

کبوتر جنگلی ناله می‌کرد، قمری خاوری پاسخش را می‌داد.

به صدای لک‌لک، جنگل به طرب می‌آمد،

به صدای دراج‌های سیاه، جنگل بسیار به طرب می‌آمد.

میمون مادران بلند می‌خواندند، میمون نوجوان جیغ می‌کشید:

مانند گروهی (؟) از نوازندگان و طبال‌ها (؟)،

هر روز ضرب‌آهنگی می‌کردند در پیش هومبابا.
در یک بخش که شکسته است، هومبابا از ورود مزاحمان به جنگل خود مطلع می‌شود، ظاهراً حدس می‌زند یکی از آنها باید انکیدو باشد که در گذشته با او ملاقات کرده‌است و احتمالاً از دیدار مجدد او ابراز خوشحالی می‌کند. پس از یک افتادگی، داستان پس از شروع رویارویی بین قهرمانان داستان و هومبابا از سر گرفته م‌یشود. هومبابا از گیلگمش به خاطر آمدن به جنگلش انتقاد و اعلام می‌کند که او از «مشورت یک فرد احمق» پیروی کرده‌است. او همچنین به انکیدو توهین می‌کند و او را «تخم ماهی‌ای که پدر نمی‌شناسد، جوجه سر از تخم‌درآوردهٔ لاک‌پشت و لاک‌پشت آبزی» می‌خواند و تأکید می‌کند که او «شیر مادری را نمکیده است». اینها اشاره به شرایط غیرعادی تولد و زندگی اولیه انکیدو است؛ توهین دوم، هدف توهین اول را روشن می‌کند، زیرا حیوانات ذکر شده پستاندار نیستند و در دوران شیرخوارگی شیر مصرف نمی‌کنند. او یک بار دیگر خاطرنشان می‌کند که قبلاً انکیدو را ملاقات کرده‌است، به اشاره می‌گوید که آوردن گیلگمش به جنگلش، خیانت است و قول می‌دهد که گیلگمش را بکشد و به پرندگان مردار غذا دهد. ناتان واسرمن اشاره می‌کند از آنجایی که رویارویی بین قهرمانان و هومبابا پس از نزدیک شدن انکیدو به گیلگمش و پذیرفته شدن به فرزندی توسط نینسون اتفاق می‌افتد، توهینها علاوه بر هدف قرار دادن نقطه آسیب‌پذیر او، وضعیت تازه به دست آمده او را (به عنوان عضوی از خانواده گیلگمش) نیز ندیده می‌گیرد. پس از سخنرانی هومبابا، گیلگمش لاف دلیری خود را کنار می‌گذارد و شک می‌کند که آیا می‌تواند موفق شود، اما انکیدو او را تشویق می‌کند که تسلیم نشود و نبرد آغاز می‌شود، درنده‌خویی هر سه نفر منجر به شکاف کوه می‌شود. نبرد ادامه می‌یابد تا اینکه شمش سیزده باد می‌فرستد تا ترازو را به نفع گیلگمش کج کند. او قبلاً آنها را به درخواست مادر گیلگمش، نینسون آماده کرده بود. هومبابا بی‌حرکت و نابینا می‌شود و شروع به التماس برای جانش می‌کند. او گیلگمش را می‌ستاید و تبارش را از نینسون یادآوری و پیشنهاد می‌کند که اگر زنده بماند، از طرف گیلگمش از جنگل محافظت خواهد کرد. با این حال، انکیدو از او می‌خواهد که به درخواست‌هایش توجهی نکند. واسرمن استدلال می‌کند که اگرچه او به توهین‌های هومبابا در بخش قبلی متن پاسخی نداد، می‌توان فرض کرد که انتخاب او در این قسمت احتمالاً به خاطر توهین‌ها بوده‌است. هومبابا سعی می‌کند از او بخواهد نظرش را تغییر دهد، اما بار دیگر نادیده گرفته می‌شود. انکیدو در عوض از گیلگمش می‌خواهد که سریعاً او را بکشد تا از خشم خدایان که ممکن است در مورد اعمال آنها بشنوند دوری کند و به ویژه انلیل و شمش را نام می‌برد. واکنش هومبابا به طور کامل حفظ نشده‌است، اما ظاهرا انکیدو را عصبانی می‌کند، که یک بار دیگر به گیلگمش می‌گوید او را بکشد. هومبابا در پاسخ اسیرکنندگان خود را نفرین می‌کند:
باشد که نگردند [...]

باشد که جفت آنها با هم پیر نشوند،

دور از دوستش گیلگمش، باشد که انکیدو کسی را برای دفنش نداشته باشد!
این امر باعث می‌شود انکیدو بار دیگر از گیلگمش بخواهد او را بکشد و موفق می‌شود. گیلگمش خنجر را بیرون می‌کشد و به گردن هومبابا می‌زند. سپس انکیدو شکمش را می‌درد و دندان‌هایش را بیرون می‌کشد. پیشنهاد شده‌است که این قطعه، از تصویرسازی مربوط به شکار فیل الهام گرفته شده‌است که به شکل تاریخی در سوریه توسط حاکمان بین‌النهرین و مصر انجام میشده‌است، و دندانها ممکن است به طور خاص عاج‌های فیل‌مانند باشند. الراوی و جرج خاطرنشان می‌کنند در حالی که پیش از کشف رونوشت سلیمانیه معلوم شده بود که قهرمانان می‌دانند که کشتن هومبابا بی‌حرمتی به خدایان است (که احتمالاً نشاندهنده غیراخلاقی بودن آن از نظر گردآورندگان است)، قطعه‌ای که این موضوع را برجسته می‌کند در رونوشت سلیمانیه بهتر حفظ شده‌است، و نشان می‌دهد که پس از مرگ هومبابا، انکیدو ناگهان زاری می‌کند که اقدامات آنها «جنگل را به یک زمین بایر تبدیل کرده‌است» و با ترس تصور می‌کند انلیل از آنها بازخواست می‌کند. همین لوح نشان می‌دهد که پس از آن قهرمانان تصمیم می‌گیرند از شر تنها شاهدان نبرد، یعنی هفت پسر هومبابا خلاص شوند، که ظاهراً تجسمی ذکرنشده از هاله‌های او هستند و بخشی درخت‌مانند و بخشی شبیه به شیاطین هستند. الراوی و جرج به شباهت بین این قطعه و هفت پسر انمشارا (خدایی آغازینی که به طور مشابه در کنار فرزندانش کشته شد) اشاره می‌کنند. کشتن پسران انمشارا احتمالاً برای تضمین آفرینش شرایط مطلوب برای بشر بوده‌است. این صحنه ظاهراً منعکس‌کننده تلقی هومبابا به عنوان یک نیروی شیطانی است که باید از بین برود و در بخش دیگری از حماسه وجود دارد؛ و بازتاب سخنرانیِ دقیقا پیش از آن نیست که مترجمان آن را با اعمال قاتلی مقایسه می‌کنند که شتابزده به دنبال توجیه عمل خود (با سرزنش قربانی) است. به نظر مترجمان، این مساله «به شهرت شعر به بینش به شرایط انسانی» می‌افزاید و شاعر پشت آن را به عنوان «ناظر زیرک ذهن انسان» نشان می‌دهد.
متعاقباً انکیدو به گیلگمش پیشنهاد می‌کند که دری بزرگ از سدرها بسازند و آن را به انلیل پیشکش کنند تا از خشم او جلوگیری کنند. آنها تصمیم می‌گیرند آن را به نیپور منتقل کنند و در معبدش اکور به این خدا عرضه کنند. سر هومبابا را هم با خود می‌برند. فرانس ویگرمن پیشنهاد می‌کند که در جایی از اکور به عنوان یک غنیمت چسبانده شده‌است. دانیل شومر در تحقیقی جدیدتر اشاره می‌کند که غیرممکن نیست این تفسیر درست باشد، اما بیان می‌کند که ردیابی قطعه‌ای که باید به این رویداد اشاره کند، چنین بازیابی‌ای از متن حماسه را تأیید نمی‌کند و تشخیص سرنوشت سر هومبابا غیرممکن است. هومبابا دیگر نقشی در روایت ندارد. با این وجود، دوباره به هومبابا اشاره می‌شود: زمانی که انکیدو رویایی را بیان میکند که دیده، در رویا خدایان اعمال او را قضاوت می‌کنند و علیرغم تقاضای شمش، اعلام می‌کنند که انکیدو باید بمیرد (به دلیل نقشی که در مرگ نگهبان جنگل سدر و نرگاو آسمان بازی کرد و ظاهراً این رویداد به سرعت اتفاق می‌افتد. بدین ترتیب نفرین هومبابا به حقیقت می‌پیوندد. گیلگمش هنگام معرفی خود به ایل‌زن سیدوری نیز از مرگ هومبابا یاد می‌کند.

#### اقتباس‌های هیتی و هوری
هوری‌ها و هیتی‌ها افسانه‌های مربوط به گیلگمش را اتخاذ کردند. وجود هر دو اقتباس هوری و هیتی و رواج متن‌های اکدی تایید شده‌است. با این حال، به گفته گری بکمن، حداقل در هاتوسا از آنها فقط به عنوان تمرین کتابت و احتمالاً به عنوان سرگرمی دربار استفاده می‌شد. در کتیبه‌های هیتی، همه آنها تحت مدخل CTH 341 طبقه‌بندی شده‌اند.
اقتباس هیتی از حماسه گیلگمش، که درجه‌ای از نفوذ هوری را نشان می‌دهد و از تعدادی نام هوری‌شده استفاده می‌کند، به عنوان آهنگ گیلگمش شناخته می‌شود، گرچه با وجود این عنوان به نثر نوشته شده‌است. به این موضوع اشاره شده‌است که نویسنده آن به ظاهر علاقه خاصی به روایت هومبابا نشان داده‌است. نگهبان جنگل سدر اولین بار زمانی مورد اشاره قرار می‌گیرد که گیلگمش هنگام ملاقات با انکیدو و گروهی از سربازان می‌گوید که مایل است او را ببیند، ظاهراً این سربازان به عنوان جایگزینی برای مجمع بزرگان در اصل بین‌النهرینی عمل می‌کند. قهرمانان به شکلی مشابه، سفر را آغاز می‌کنند، از رودخانه مالا (فرات) عبور می‌کنند و پس از شانزده روز به سکونتگاه هومبابا می‌رسند. به دلایل نامعلوم، بخشی از روایت که بر رویاهای گیلگمش در مورد هومبابا متمرکز بود، حذف شده‌است، علیرغم اینکه در نسخه اکدی حماسه که برای هیتی‌ها شناخته شده، حفظ شده بود. هومبابا بلافاصله پس از ورود گیلگمش و انکیدو متوجه آنها می‌شود و تعجب می‌کند که چرا آنها وارد جنگل شده‌اند. این احتمال وجود دارد که قطعه بعدی حاوی اشاره‌ای به نوازندگان او باشد که بیشتر از رونوشت بابلی معیار موزه سلیمانیه شناخته شده‌است، که ممکن است نشان دهد وقایع لوح V نسخه اخیر نشان‌دهنده سنت قدیمی‌تر است.
هومبابا برای بار دوم زمانی متوجه قهرمانان می‌شود که آنها شروع به بریدن سدرها می‌کنند و با عصبانیت با آنها روبرو می‌شود و اقدام آنها را زیر سوال می‌برد. سپس خدای خورشید آسمان که برخلاف همتای بین‌النهرینی خود مستقیماً با آنها تعامل دارد، به آنها اصرار می‌‌‌‌کند که او را بکشند. سپس هومبابا رسماً گیلگمش و انکیدو را به چالش می‌طلبد:
این قطعه هیچ همتای مستقیمی در نسخه‌های دیگر ندارد، اما گری بکمن خاطرنشان می‌کند که صحنه‌های مشابه در اسطوره‌های پیدا شده در آرشیوهای هیتی‌ها که مربوط به دوره امپراتوری هستند، زیاد دیده می‌شود. او آن را با غول سنگی اولیکومی مقایسه می‌کند که دشمن خود، خدای آب‌وهوای هوری، تشوب را در یکی از این اساطیر که به چرخه کوماربی تعلق دارد، طعنه می‌زند. شرح یک مبارزه در ادامه می‌آید. این بخش شامل عناصری است که در اصل اکدی وجود ندارد، مثلا اینکه گیلگمش و انکیدو هومبابا را با مو می‌کشند، و همچنین دخالت آشکار حیواناتی که مری آر. باچوارووا از آن‌ها صرفاً به‌عنوان «اسب‌ها»ی نامشخص یاد می‌کند، اما بکمن در تحقیقی جدیدتر به‌عنوان «اسب‌های چاپار» از آنها یاد می‌کند. گیلگمش به طور موقت توسط یک ابر غبار ناتوان می‌شود و از خدای خورشید اسمان کمک می‌خواهد، در نتیجه نه (به جای سیزده در نسخه اکدی) باد دریافت می‌کند، که منجر به بیحرکت شدن هومبابا می‌شود، که پیشنهاد می‌دهد برده او شود:
با این حال، انکیدو به او توصیه می‌کند که رحم نکند. مرگ هومبابا مستقیماً در قطعات بازمانده توصیف نشده‌است، اما توافق بر این است که مانند سایر نسخه‌های روایت، او کشته می‌شود، زیرا بعداً به این رویداد اشاره می‌شود. هنگامی که خدایان در مورد اعمال گیلگمش و انکیدو بحث می‌کنند و تصمیم می‌گیرند که دومی باید کشته شود، خدای خورشید آسمان به نفع بخشش او دلیل می‌آورد که در هنگام رویارویی با هومبابا انکیدو از طرف او اقدام می‌کرد، در حالی که آنو این عمل را غیرقابل بخشش می‌داند.
به دلیل وضعیت حفظ الواح و درک هنوز ناقص زبان هوری، ترجمه نسخه‌های هوری از اسطوره‌های گیلگمش غیرممکن است، هرچند اتفاق نظر وجود دارد که کولوفون یکی از قطعات از آن به عنوان «لوح چهارمِ هوواوا؛ تمام نشده» یاد می‌کند. مری آر. باچوارووا پیشنهاد می‌کند که این تصنیف ممکن است تلقی هومبابا را به عنوان یک «قهرمان محلی» منعکس کند. او استدلال می‌کند به دلیل اینکه هومبابا به عنوان ساکن شمال سوریه به تصویر کشیده می‌شود، ممکن است شخصیت جذابی برای مخاطبان غربی باشد که به نوبه خود منجر به بازگویی‌هایی با تاکید بر نقش او می‌شود. یورام کوهن ارزیابی این پیشنهاد را دشوار می‌داند، اگرچه او به طور آزمایشی وجود روایت‌های غربی هومبابا-محور که تا کنون ناشناخته هستند را به عنوان یک احتمال می‌پذیرد. وجود فرضیِ روایت مستقل هوری از هومبابا همچنین می‌تواند از این پیشنهاد حمایت کند که حماسه اکدی گمشده‌ای که بر رویارویی بین او و گیلگمش متمرکز شده بود، وجود داشته‌است. این مساله را در اصل دانیل ای. فلمینگ و سارا جی میلشتاین مطرح کردند. قطعات باقیمانده احتمالاً اقتباس مستقیم از هیچ اثر بین‌النهرینی نبوده‌اند، و به گفته بکمن در عوض می‌توان آن را با به‌کارگیری بن‌مایه‌های بین‌النهرینی در اسطوره‌های در اصل هوریِ متمرکز بر کوماربی مقایسه کرد. یکی از قطعات شامل زنی است که برای جان یک شخصیت دیگر، احتمالاً هومبابا، تقاضا می‌کند. در حالی که او با کلمه شیدوری به معنای «زن جوان» در زبان هوری، نامیده می‌شود، گمان می‌رود که او با میخانه‌دار سیدوری مطابقت ندارد، که در عوض نام ناهمیزوله را در اقتباس هوری و برخی از قطعات هیتی تحت تأثیر آن، بر خود دارد. با این حال ممکن است گیلگمش در قسمتی دیگر، رویارویی با هومبابا را برای شخصیت دوم بازگو کند. در حالی که پایان آن حفظ نشده‌است، باچوارووا حدس می‌زند که هومبابا احتمالا از ملاقاتش با گیلگمش یا انکیدو جان سالم به در برده، و یا اینکه مرگ او به عنوان یک رویداد غم‌انگیز معرفی می‌شود.

### گالری

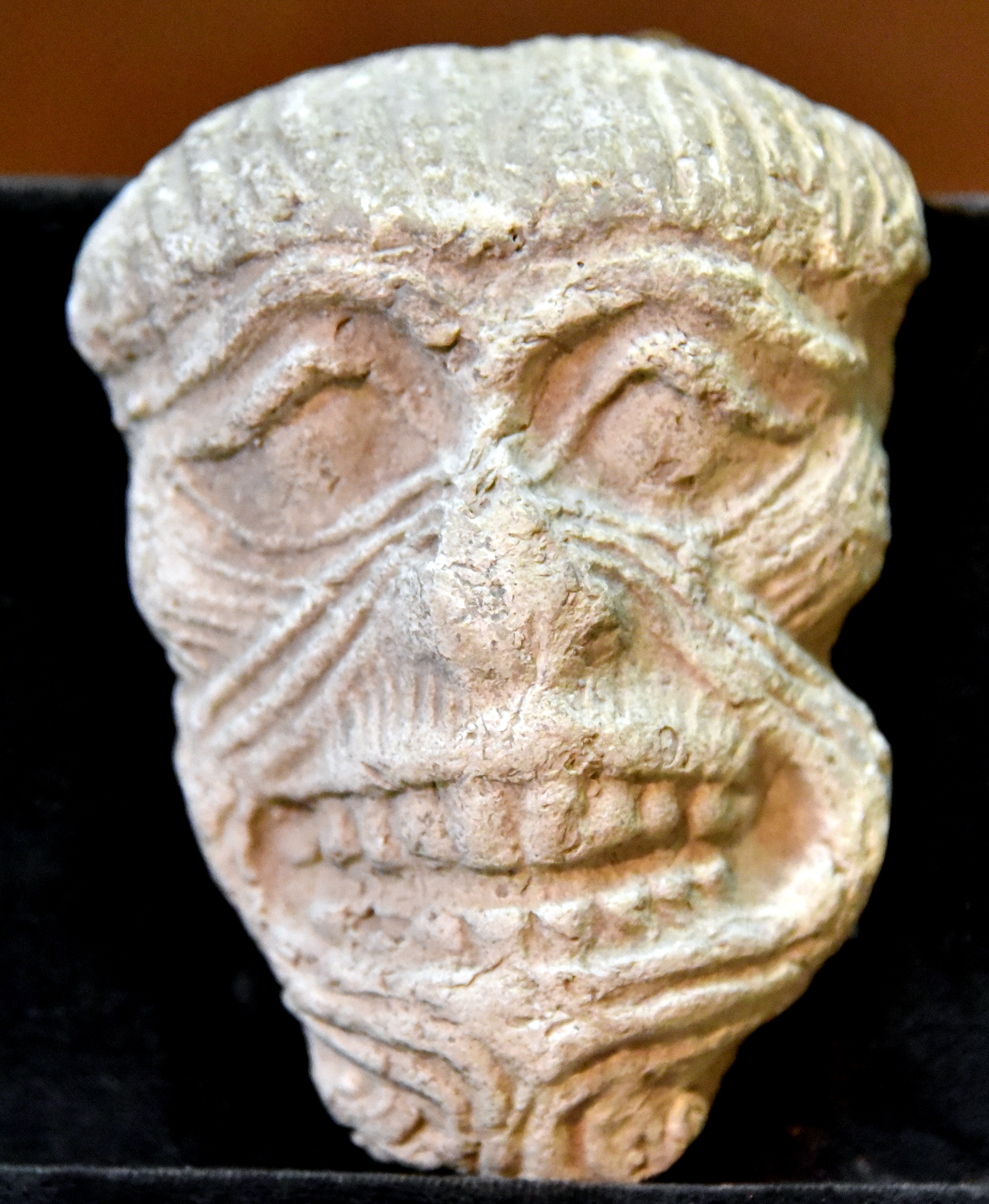
تراکوتای نقاب هومبابا اور، عراق. ۲۰۰۴ تا ۱۵۹۵ پیش از دوران مشترک. موزه سلیمانیه، عراق
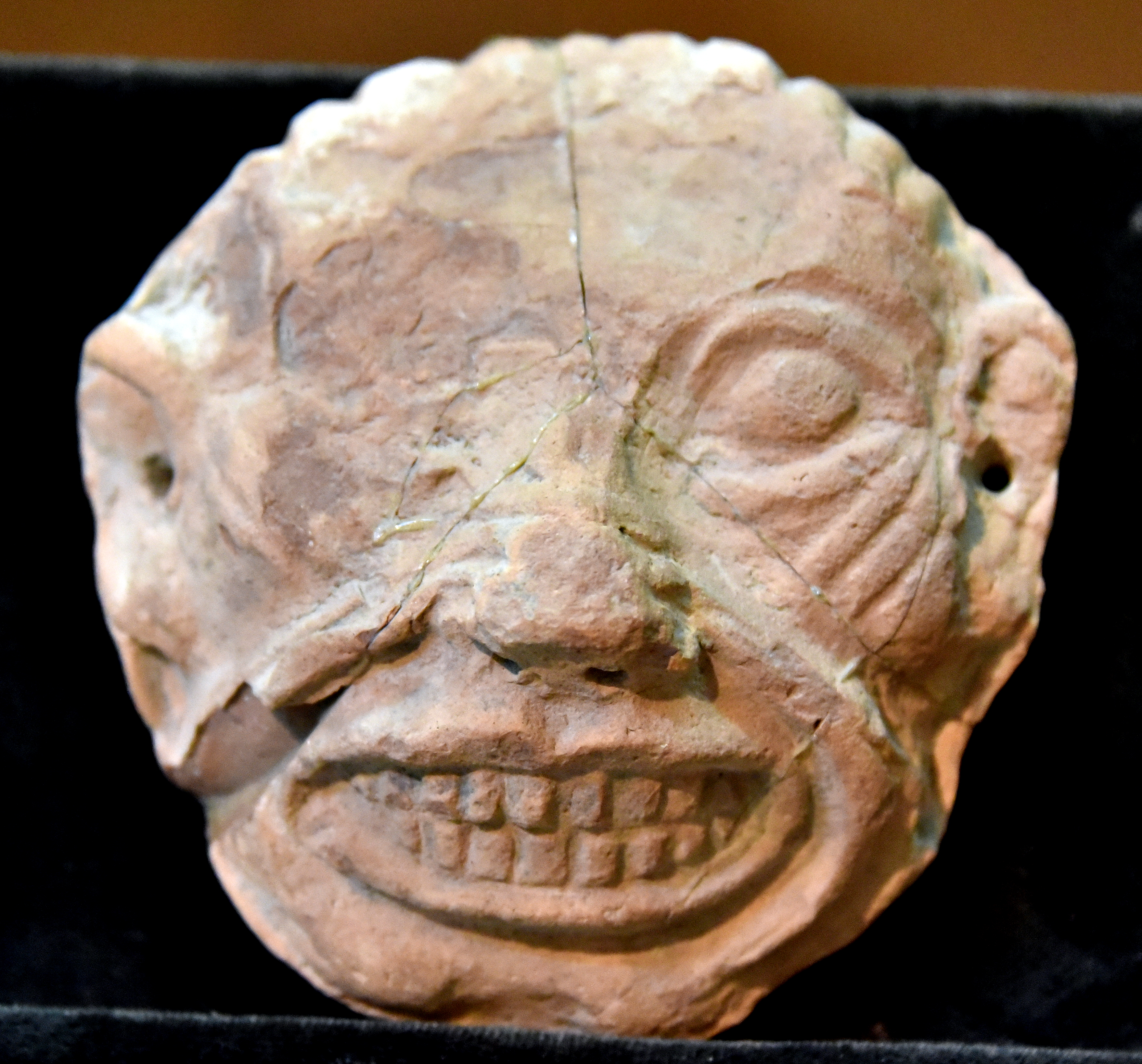
تراکوتای نقاب هومبابا، اور، عراق. ۲۰۰۴ تا ۱۵۹۵ پیش از دوران مشترک. موزه سلیمانیه، عراق
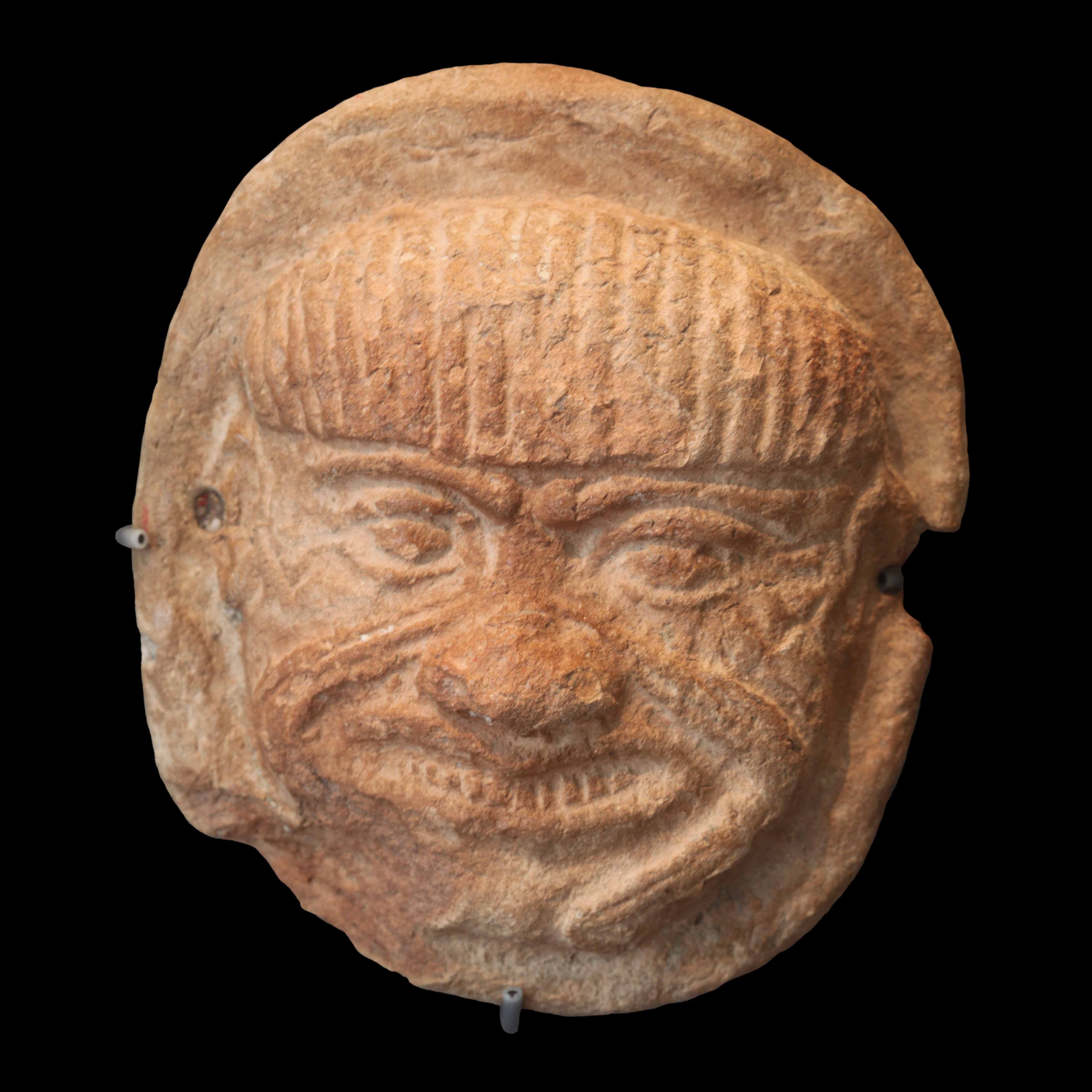
تراکوتا پلاک با سر هومبابا،هزاره دوم پیش از دوران مشترک، لوور، پاریس.
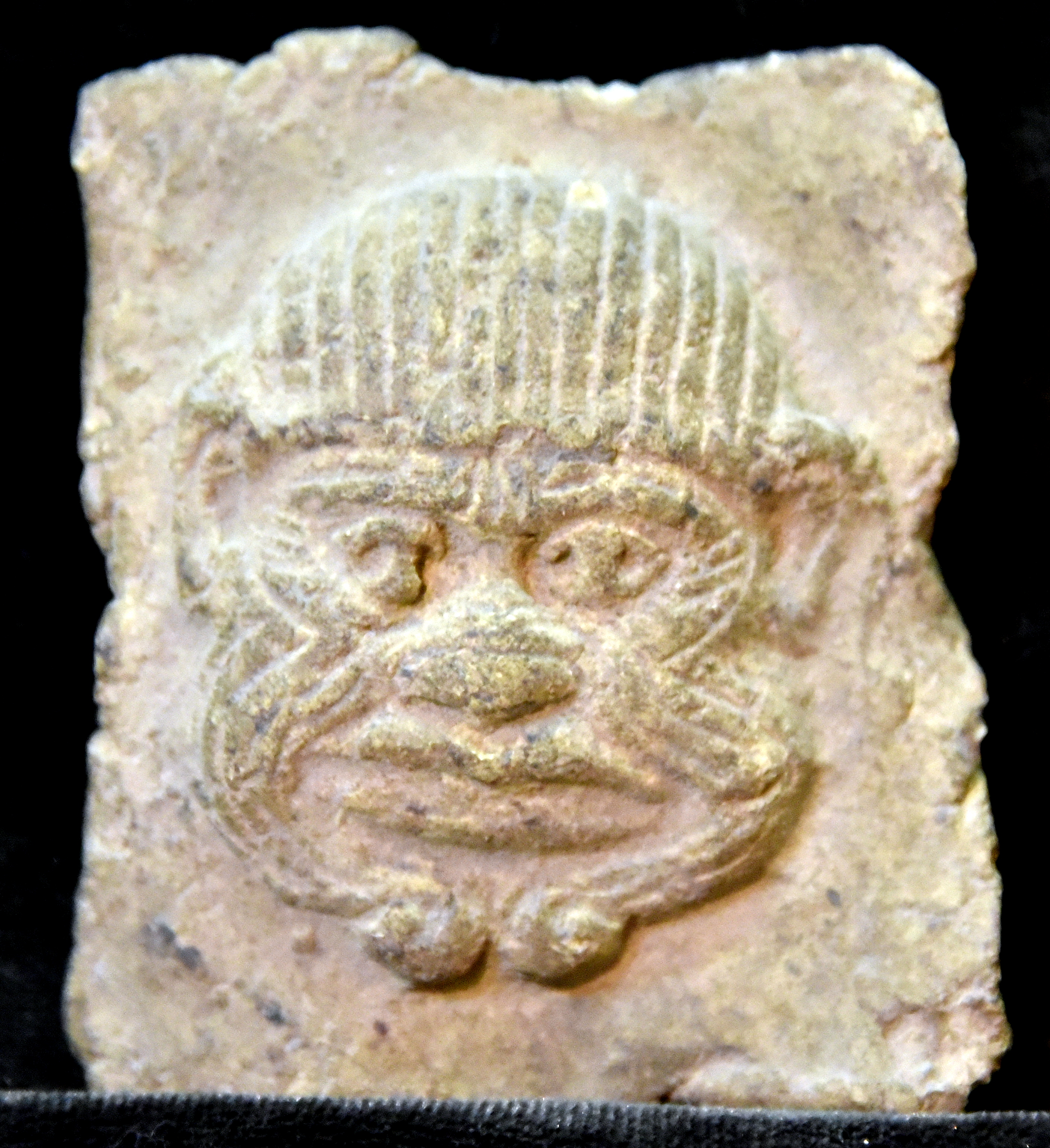
تراکوتا پلاک هومبابا عراق. ۲۰۰۴ تا ۱۵۹۵ پیش از دوران مشترک. موزه سلیمانیه، عراق
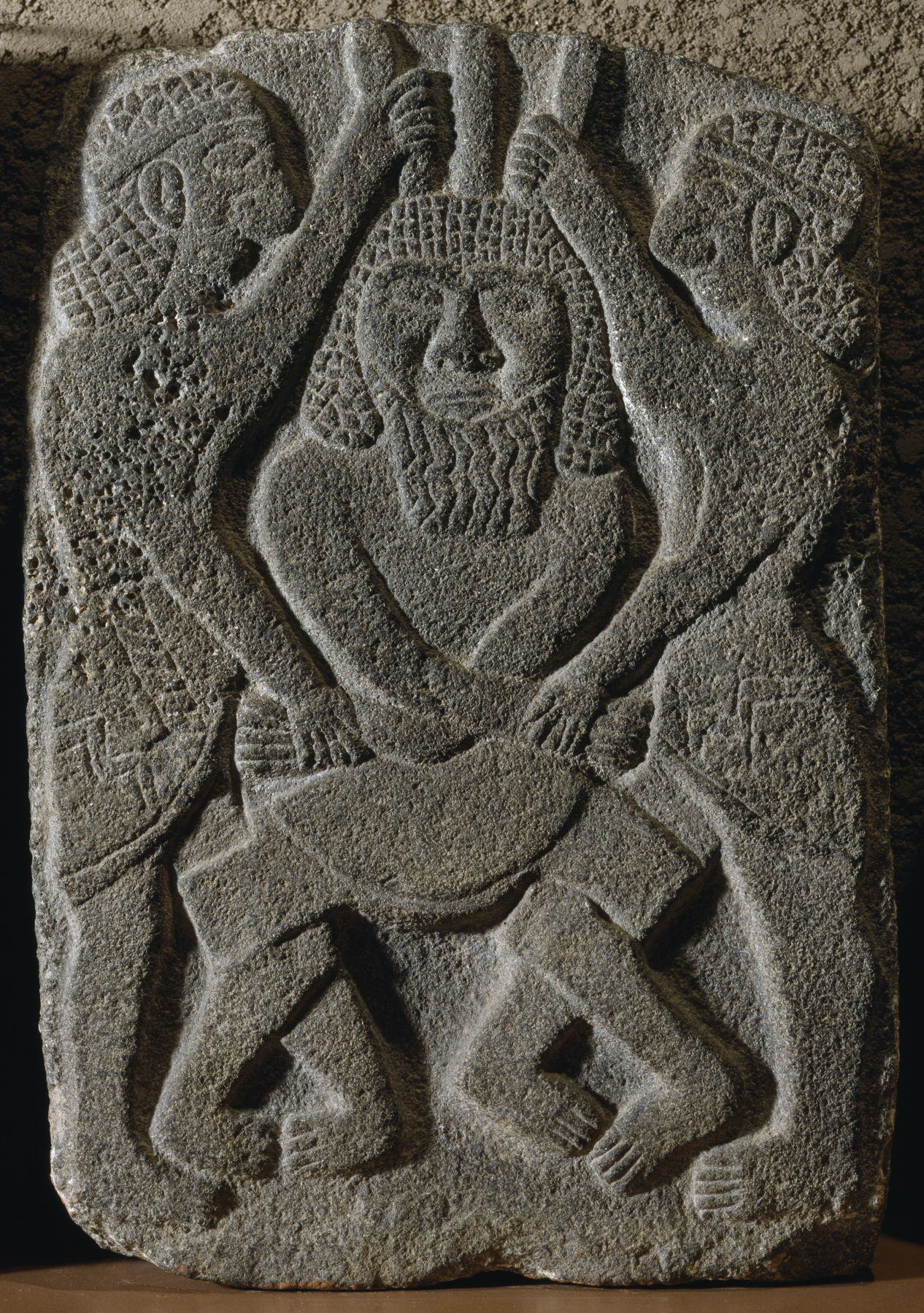
نقش‌برجسته نئو هیتی از تپه حلاف نشانگر شکست هومبابا. موزه هنر والترز، آلمان.

## ارتباط پسین

### کتاب کوان
این اعتقاد وجود دارد که یکی از غول‌های نام‌بخش در کتاب کوان که با نام‌های مختلف حُبابیش، حُبابیس یا حُبایش نامیده می‌شود، از هومبابای بین‌النهرین گرفته شده‌است. این ارتباط اولین بار توسط یوسف میلیک مورد توجه قرار گرفت. او هم در نسخه آرامی از قمران، که بازتاب‌دهنده سنت قدیمی‌تر یهودی است، و هم در اقتباس پسین مانوی که به فارسی میانه نوشته و در تورفان پیدا شده، گواهی شده‌است. در حالی که همان منابع نام گیلگمش را نیز حفظ کرده که از او به عنوان یک غول شیطانی تعبیر شده است، اما هیچ نشانه‌ای وجود ندارد که گردآورندگان آنها با حماسه گیلگمش آشنایی داشته باشند. ممکن است آگاهی از این اسامی، به سبب سایر متون خط میخی رایج در هزاره اول پیش از دوران مشترک (مثلاً خلاصه فال) یا از سنت‌های شفاهیِ مشتق‌شده، بوده باشد. یورام کوهن می‌گوید که آنها ممکن است از یک سنت ناشناخته غربی در مورد هومبابا وام گرفته شده باشند. متیو گاف پیشنهاد کرد که نویسنده ممکن است اطلاعات غیرمستقیم از حماسه گیلگمش داشته باشد که بر اطلاعاتی استوار بود که در اصل توسط اعضای یک دیاسپورای شرقیِ در حال بازگشت به غرب آورده شده باشد. بخش‌های باقی‌مانده نشان نمی‌دهند که هر یک از نام‌ها در زمینه‌ای شبیه به روایت‌های قبلی هومبابا وجود داشته باشند، و به گفته اندرو آر. جورج، می‌توان گفت که هر دو فقط «شخصیت‌های فرعی داستانی هستند که حول غول‌های دیگر می‌چرخد و به هیچ بخشی از حماسه گیلگمش مرتبط نیستند». در مجلسی که غول‌ها برپا کردند، یکی از آن‌ها به نام اوحیه به دیگران خبر می‌دهد که «گلگمش (گیلگمش) به او چه گفته و حبابیس چه فریاد زده است». موضوع این پیام ناشناخته‌است، اما ظاهراً باعث شادی جمعیت دور هم می‌شود.
شکل نام هومبابا که در کتاب کوان حفظ شده، ظاهراً برای تعدادی از نویسندگان متأخر عرب نیز شناخته شده بود. در یک جدل اسلامی به یک «روح تاریکی» مانوی به نام همامه  اشاره شده و اشکال فرضی تغییریافته اسم در طلسمهای سده پانزدهم وجود دارد که نشان‌دهنده درجه‌ای از تأثیرپذیری از آیین مانوی است، این مطلب در نوشته السیوطی آمده‌است.